# Giordano Bruno
 Ovo je glavno značenje pojma Giordano Bruno. Za udarni krater na Mjesecu pogledajte Giordano Bruno (krater).
Giordano Bruno (Nola, siječanj 1548. – Rim, 17. veljače 1600.), talijanski filozof i pjesnik.

## Životopis
Talijanski renesansni filozof i dominikanac rođen u mjestu Nola. U dobi od šesnaest godina, 1565. ulazi u dominikanski red, gdje se posvetio studiranju teologije Svetog Tome Akvinskog i aristotelove filozofije. Iste godine mjenja ime Filippo u Giordano. 
Zbog "glasnih misli" od kojih neke bijahu o heliocentrizmu, beskraju svemira i strukturi atoma, mladi se Giordano 1566. suočava s inkvizicijom Katoličke crkve.
Osumnjičen zbog hereze, napušta samostan Minerva u Rimu i petnaestak godina luta po Europi. Predaje u Veneciji, Ženevi, Toulouseu, Parizu, Londonu, Oxfordu, Wiesbadenu, Wittenbergu, Frankfurtu, Pragu. Ponovo dolazi u Veneciju (1591.) na poziv patricija Monceniga, koja ga denuncira Papinskoj inkviziciji, koja ga hapsi i 1593. dovodi u Rim, gdje ostaje pod istragom sedam godina, biva osuđen na smrt i kao heretik spaljen na trgu Campo de' Fiori 17. veljače 1600. godine.

## Misao
Bruno je imao slobodarski duh i bio je tipičan predstavnik antiskolastičke renesansne filozofije. Poricao je kršćanske dogme smatrajući da su filozofija i teologija nespojive. Suprotstavljao se kršćanskom shvaćanju Boga kao ličnosti i nečeg transcendentnog te stvara panteističku doktrinu po kojoj se sve sastoji od vječne i beskrajne supstance. Bog je, prema tome, istovjetan s prirodom: natura est deus in rebus. Za njega je jedini cilj filozofije saznati tu nestvorenu i oduhovljenu supstancu, ali osjetila i ljudski razum ne mogu je potupno shvatiti osim u dva vida: kao dušu svijeta i materiju, koje se međusobno dopunjuju. Duša svijeta prožima sve stvari sačinjene od materije, tako da se one očituju povezano kao uzrok i princip. Boga ili prirodu, kao aktivni stvaralački princip Bruno naziva natura naturans, a kao ostvareni svijet natura naturata. Ali to su samo dvije jedinstvene cjeline, gdje se sve nalazi u svemu, pojedinačno u univerzalnom, a univerzalno u pojedinačnom (tota in toto et in qualibet totius parte). Univerzum je jedinstvo u kojem se poklapaju sve suprotnosti (coincidentia oppositorum).
Brunov stav, moralno i misaono, manje je važan kao koordinatni sistem odnosa i pojmova u filozofskom smislu, jer je Bruno više simptom vremena koje rađa nove poglede na svijet i više je znamen zapadnoeuropske svijesti, nego što je autor jedne sistematski razrađene filozofije. U povijesti prironih znanosti Bruno zauzima vidno mjesto u znanosti o svemiru. On odbacuje Aristotelov nauk o kristalnim sferama oko nepomične Zemlje i komplicirano kretanje planeta u Ptolomejevoj teoriji. U načelu prihvaća Kopernikov nauk koji je nastao oko pola stoljeća ranije. No dok Nikola Kopernik svoj nauk ograničava na planetarni sistem našeg sunca, Bruno je proširuje na cijeli svemir koji je beskonačno velik. Po Koperniku sistem našeg Sunca opkoljen je sferom zvijezda stajaćica, a Bruno u svim zvijezdama vidi sunca koja imaju svoje planete nastanjene živim bićima baš kao i naša Zemlja. Također ističe da Zemlja i naše Sunce nisu središnja kozmička tijela.
Nasuprot starim hipotezama Bruno postavlja nove, često se služeći alegorijama, promatra prirodne pojave, ali - vođen bujnom maštom - ne obazire se na matematičko mišljenje ni na eksperimentalno ispitivanje pa izvodi i neke krive zaključke, npr. da su staze nebeskih tijela krivulje bez određene zakonitosti. Kao protivnik antropocentričkog shvaćanja, pokazao je pravo čovjekovo mjesto u svemiru. Bruno je svoje vrijeme obdario cijelim nizom novih pojmova, kao što su: svemir, neizmjernost, prirodni zakoni, razvojne snage u prirodi itd. Mjesto dogmatike stvorio je nov pjesnički panteistički kult prirodnih ljepota, koji se u mnogočemu podudara s antičkim formulama stoičke i neplatonske poezije o svijetu.
Brunova je filozofija pod utjecajem Pitagore, Platona, stoika, Cusanusa, Eckarta, Lulla, Kabale i arapske filozofije. Brunov panteizam, u formulama Spinoze i Leibniza, odražava se i u Hegelovim tezama, a Brunova inspiracija izvršila je jak utjecaj na razvoj suvremenog simbolizma i lirske poezije. On predstavlja jednu od svijetlih ličnosti na čelu povorke smionih duhova koji su zavladali europskom scenom u danima kada se gasila socijalna i moralna statika dugotrajnog feudalnog perioda.

## Najznačajnija djela
- De compendiosa architectura et complemento artis Lulli (1582.);
- De umbris idearum et arte memoriae (1582.);
- O uzroku, počelu i jednom (De la causa, principio et Uno) (1584.);
- De l'infinito, universo e Mondi (1584.);
- Spaccio de la bestia trionfante (1584.);
- La Cena delle Ceneri (1584.);
- O herojskim zanosima (Degli eroici furori') (1585.);
- De triplici minimo et mensura (1591.);
- De monade, numero et figura (1591.);
- De innumerabilibus, immenso et infigurabili (1591.).

## Vanjske poveznice
- Astronomsko društvo  Arhivirana inačica izvorne stranice od 8. studenoga 2018. (Wayback Machine)